# コーカサス諸語
コーカサス諸語（コーカサスしょご、英語: languages of the Caucasus/Caucasian languages）またはカフカース諸語、カフカス諸語は、主にコーカサスで話されている南コーカサス語族、北西コーカサス語族、北東コーカサス語族の3つの語族に属する約40種の言語の総称。

## 概説

コーカサス地域の言語分布図

3つの語族が1つの語族を成すかどうか（イベロ・コーカサス語族仮説）は古くから論じられてきたが、未だ結論を見ていない。しかし、北東コーカサス語族と北西コーカサス語族とのあいだには、系統的な関係があるとする見方（北コーカサス語族仮説）が有力である。
話者は約500～600万人（うちグルジア語が約400万人）、文法的には膠着語、能格言語に属するが、コーカサス地方周辺の印欧語族、テュルク諸語のいずれとも類縁関係が見られない言語島である。
コーカサス地方から遠く離れたピレネー山脈付近のバスク語も同じく系統不明な言語であり、コーカサス諸語と同語族を構成するという説がある。古くコーカサスはギリシャ・ローマ人より「イベリア」と呼ばれており、ここからスペインに移住した民族がバスク人の祖となり、イベリア半島の呼称もそこから来ているという説であるが、互いの類縁関係は未だ証明されていない。

## 言語一覧
- 南コーカサス語族（カルトヴェリ語族）
  - ジョージア語
  - ザン語派（英語版）
    - メグレル語
    - ラズ語

  - スヴァン語
- 北西コーカサス語族（アブハズ・アディゲ語族）
  - アブハズ・アバザ語派
    - アブハズ語
    - アバザ語

  - チェルケス語派（英語版）
    - アディゲ語
    - カバルド語

  - ウビフ語
- 北東コーカサス語族（ナフ・ダゲスタン語族）
  - ナフ語派
    - バツ語
    - ヴァイナフ諸語
      - チェチェン語
      - イングーシ語

  - アヴァル・アンディ諸語
    - アヴァル語
    - アンディ諸語（英語版）
      - アンディ語（英語版）
      - アフバフ＝ティンディ語
        - アフバフ語（英語版）
        - カラタ＝ティンディ語
          - カラタ語（英語版）
          - ボトリフ＝ティンディ語 
            - ボトリフ語（英語版）
            - ゴドベリ語（英語版）
            - チャマラル語（英語版）
            - バグバリ＝ティンディ語
              - バグバリ語（英語版）
              - ティンディ語（英語版）

  - ツェズ諸語（英語版）
    - ツェズ＝ヒヌク語
      - ツェズ語
      - ヒヌフ語

    - ベジタ＝フンジブ＝クワルシ語
      - ベジタ語（英語版）
      - フンズィブ語（英語版）
      - フバルシ語（英語版）

  - ラク語
  - ダルギ諸語（英語版）
    - ダルギン語
    - カイタグ語
    - クバチ語
    - イツァリ語
    - チラグ語

  - ヒナルク語
  - レズギ諸語（英語版）
    - アルチ語
    - サムール諸語（英語版）
      - 東サムール諸語
        - タバサラン語
        - レズギ語
        - アグール語
        - ウディ語

      - 南サムール諸語
        - クリツ語（英語版）
        - ブドゥフ語

      - 西サムール諸語
        - ルトゥル語
        - ツァフル語